# Weifang
Weifang is een stad en een prefectuur in de noordoostelijke provincie Shandong, Volksrepubliek China. Weifang grenst in het noordwesten aan Dongying, in het westen aan Zibo, in het zuidwesten aan Linyi, in het zuiden aan Rizhao en in het oosten aan Qingdao.
Bij de volkstelling van 2020 had de stad zelf 1.998.404 inwoners, de prefectuur had 9.386.705 inwoners. Andere grote steden in de prefectuur zijn Gaomi, Qingzhou, Shouguang en Zhucheng.
Weifang heeft talloze natuurlijke en historische bezienswaardigheden, zoals de Shihu-tuin (uit de late Ming- en vroege Qing-dynastie), het Fangong-paviljoen (uit de Song-dynastie), fossielenvindplaatsen, het Mount Yi National Forest Park, de berg Qingyun en de Oude Drakenbron. Bekend zijn ook de geschilderde nieuwjaarshoutsneden uit Yangjiabu.